# Parafia św. Wawrzyńca w Chyrowie
Parafia św. Wawrzyńca w Chyrowie – parafia znajdująca się w archidiecezji lwowskiej w dekanacie Sambor, na Ukrainie.
Przy parafii nie rezyduje obecnie żaden duchowny. Obsługiwana jest ona przez księdza z parafii św. Michała Archanioła w Starej Soli. Msze święte odprawiane są codziennie.

## Historia
Pierwszy kościół zbudowany został w 1531, a obecny w 1710. Parafia posiadała również kaplicę cmentarną. W latach 1883–1939 na terenie parafii działał Zakład Naukowo-Wychowawczy Ojców Jezuitów w Chyrowie. 7–9 lipca 1914 miał tu miejsce XXI synod diecezji przemyskiej (ostatni przed 1945).
25 czerwca 1941 na przedmieściu Chyrowa czerwonoarmiści zamordowali proboszcza chyrowskiego ks. Jana Wolskiego, który wracał z posługi duszpasterskiej. Miało to miejsce już po wybuchu wojny niemiecko-sowieckiej i było częścią zaplanowanej akcji fizycznej eliminacji duchowieństwa, co potwierdziły niezniszczone archiwa NKWD w Drohobyczu.
Po II wojnie światowej Chyrów znalazł się w tej części diecezji przemyskiej, która weszła w skład ZSRR. Komunistyczne władze zamknęły kościół w 1945. Następnie służył on jako magazyn, a po uzyskaniu niepodległości przez Ukrainę jako bazar, sala sportowa oraz dyskoteka i dom kultury. Budynek z zewnątrz zachował wygląd kościoła lecz w wewnątrz został zdewastowany i przedzielony stropem. Po upadku Związku Sowieckiego miejscowi katolicy rozpoczęli starania o zwrot świątyni, odprawiając tymczasowo msze święte w prywatnych mieszkaniach. Mimo przychylnych decyzji sądów łącznie z Sądem Najwyższym Ukrainy zwrot ten był blokowany przez mera i niektórych radnych miejskich. Ostatecznie katolicy odzyskali kościół w 2010 i od tego czasu trwa jego remont.